# Neoceratopsy
Neotoceratopsy (Neoceratopsia) – nadrodzina dinozaurów z grupy ceratopsów (Ceratopsia)
Były to roślinożerne, o zróżnicowanej wielkości dinozaury ptasiomiedniczne.
Do nadrodziny tej zalicza się następujące rodziny: ceratopsy właściwe, leptoceratopsy, protoceratopsy.